# Nimbaphrynoides occidentalis
Genre
Espèce
Synonymes
- Nectophrynoides occidentalis Angel, 1943
- Nectophrynoides liberiensis Xavier, 1979 "1978"
- Nimbaphrynoides liberiensis (Xavier, 1979)
- Nimbaphrynoides occidentalis liberiensis (Xavier, 1979)

Statut de conservation UICN

 CR B1ab(iii)+2ab(iii) : 
En danger critique
Statut CITES
Nimbaphrynoides occidentalis, unique représentant du genre Nimbaphrynoides, est une espèce d'amphibiens de la famille des Bufonidae.

## Répartition
Cette espèce se rencontre en Guinée, au Libéria et en Côte d'Ivoire au-dessus de 1 000 m d'altitude sur le mont Nimba.

## Description
Deux sous espèces sont distinguées par Sandberger, et al., Nimbaphrynoides occidentalis occidentalis dont les mâles mesurent jusqu'à 18,0 mm et les femelles jusqu'à 20,5 mm occupe le Nord du massif et Nimbaphrynoides occidentalis liberiensis dont les mâles mesurent jusqu'à 22,4 mm et les femelles jusqu'à 28,7 mm occupe le Sud du massif. Cette dernière avait été décrite comme espèce à part entière par Françoise Xavier en 1979. Sandberger, et al. sur la base du peu de différences génétiques la traite en sous espèce.
C'est un crapaud vivipare très rare.

## Étymologie
Le nom du genre est formé à partir de Nimba, en référence au Mont Nimba, du mot grec phrynos, le crapaud et du suffixe grec -oide, « qui a la forme de ».

## Publications originales
- Angel, 1943 : Description dun nouvelle Amphibien anoure, ovo-vivipare, de la Haute Guinée Française. (Materiaux de la Mission Lamotte, au Mont-Nimba). 2e note. Bulletin du Museum National d'Histoire Naturelle de Paris, ser. 2, vol. 15, p. 167-169.
- Dubois, 1987 "1986" : Miscellanea taxinomica batrachologica (I). Alytes, vol. 5, no 1, p. 7-95 (« texte intégral »(Archive.org • Wikiwix • Archive.is • Google • Que faire ?)).